# 高新開発区駅
高新開発区駅（こうしんかいはつくえき）は、中華人民共和国江蘇省南京市浦口区学府路と六合大道の交差点北側500メートルにある、南京地下鉄S8号線の駅である。

## 駅名
駅名については、事業着手当初は南京地下鉄集団は「沿江鎮駅」の仮称を用いており、開業前に駅名が「高新開発区駅」に決定したことが発表された。

## 歴史
- 2014年8月1日S8号線の駅として開業。

## 駅構造

### のりば
| 番線 | 路線             | 方面                                          | 行先          |
| ---- | ---------------- | --------------------------------------------- | ------------- |
|      | 南京地下鉄S8号線 | 泰馮路・泰山新村・長江大橋北・柳洲南路 方面   | 浦口公園 行き |
|      | 南京地下鉄S8号線 | 信息工程大学・卸甲甸・鳳凰山公園・金牛湖 方面 | 天長 行き     |

### 改札・出入口
- 1号出入口：寧六路の東側
- 2号出入口：寧六路の西側

## 駅周辺
- 南京大学金陵学院
- 江北新区浦口外国語学校高新小学
- 中国石化給油所

## 隣の駅
南京地下鉄
■S8号線
泰馮路駅- 高新開発区駅-信息工程大学駅